# Dioscorea fasciculocongesta
Dioscorea fasciculocongesta är en enhjärtbladig växtart som först beskrevs av Victoria Sosa och Bernice Giduz Schubert, och fick sitt nu gällande namn av Oswaldo Téllez Valdés. Dioscorea fasciculocongesta ingår i släktet Dioscorea och familjen Dioscoreaceae. Inga underarter finns listade i Catalogue of Life.